# Удар нижче пояса
Удар нижче пояса або Атака в пах — це навмисний удар суперника в область паху . Техніка може бути швидко виснажливою через чутливість пахової області та геніталій, але іноді використовується як техніка самозахисту . Техніка часто заборонена в спорті. Удари нижче пояса були популяризовані як комедійний прийом у різних формах ЗМІ.

## У спорті

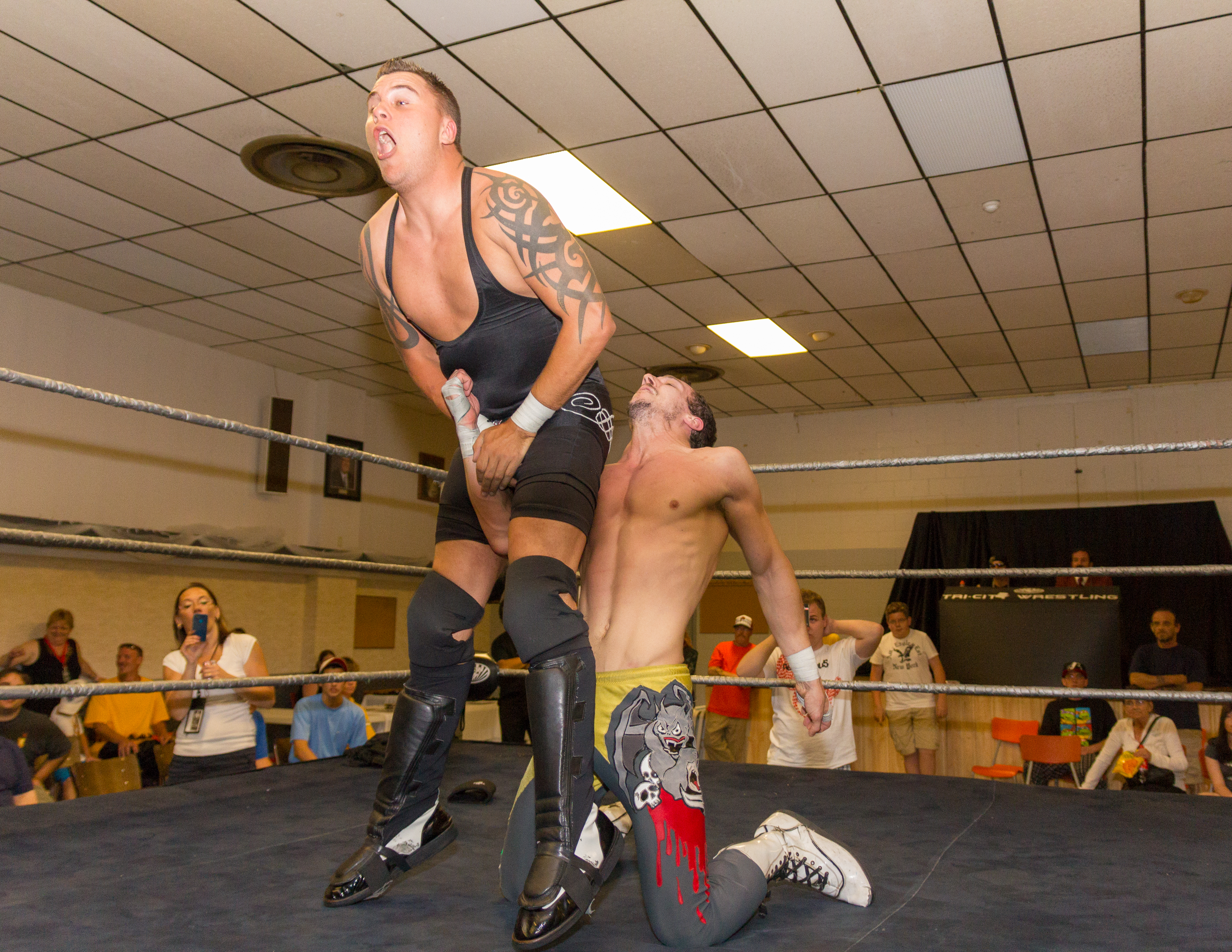
Удар нижче пояса у професійному реслінгу

Удар нижче пояса у спорті вважається « низьким ударом» не тільки в буквальному сенсі, але й є джерелом метафори. У грайливій атаці або атаці під час спортивних змагань удар у пах вважається несправедливим або неприйнятним і часто вважається нечесним.
Удари в пах були заборонені в боксі ще в правилах маркіза Квінсберрі, і вони майже повсюдно заборонені на змаганнях з бойових мистецтв, включаючи кікбоксинг та змішані бойові мистецтва.
Згідно з правилами UFC, удар у пах вважається фолом як у чоловічих, так і в жіночих матчах, причому учасник, який отримав такий удар, має до п'яти хвилин на відновлення. Правила вимагають, щоб учасники-чоловіки носили захист для паху, але забороняють це робити учасникам-жінкам.
Удар нижче пояса були дозволені до 1980-х років у міжнародному тайському боксі та все ще дозволені в самому Таїланді, хоча чоловіки-боксери одягають спеціальний захист, щоб зменшити вплив та больовий шок.
Прямі удари в пах також вважаються незаконними у професійному реслінгу, а неофіційні ринги можуть вважати це ганебним. Однак у деяких «хардкорних» матчах правила послаблені, і такі атаки дозволені за обопільною згодою.

## При самообороні
Удар нижче пояса іноді використовуються як техніка самозахисту. Атака може дозволити комбатанту тимчасово вивести з ладу нападника, полегшивши собі втечу. Коли суперник знаходиться на близькій відстані, удар коліном у пах легко виконати і важко захиститися. Це часто, але не завжди, ефективно.
Деякі бойові мистецтва включають навчання kappo, методи лікування для відновлення після нападів, втрати сили і працездатності, включаючи удари нижче пояса.

## У БДСМ
Удар нижче пояса розглядаються як еротика в контексті деяких сексуальних дій, включаючи тортури члена й яєчок, а також вульви .

## У масовій культурі
Удар нижче пояса чоловікам є найбільш відомими та популяризуються як комедійний прийом у масовій культурі. У засобах масової інформації удари в пах іноді зображуються як те, що змушують чоловіків говорити фальцетом або сопрано, а також відчувають косоокість.
Удари чоловіків у пах також є предметом інтернет-мемів, де їх зазвичай називають « божевільними». Вони були представлені у відео з жартами, завантаженими на такі веб-сайти, як YouTube . Мем іноді також включає в себе випадкову комічну травму паху, як правило, в результаті падіння або удару предметом.
Удар жінок нижче пояса зображуються в ЗМІ рідше і часто зображуються як такі, що мають той самий ефект, що й удар по будь-якому іншому місці (або іноді взагалі не мають ефекту). Їх іноді називають « пунтами».

## Ефекти
Яєчка не мають анатомічного захисту і дуже чутливі до ударів. Біль, що виникає в результаті удару по яєчках, зменшується і переходить через сім'яне сплетення в черевну порожнину, і тоді він стає сильнішим, на відміну від колючого відчуття, яке виникає у жінок. У крайніх випадках удар по яєчкам може призвести до розриву одного або обидвох яєчок, що потенційно може призвести до безпліддя .
Клітор дуже чутливий до ударів, оскільки він має більше больових нервових закінчень, ніж яєчка, що робить подібні травми особливо болючими. Хоча у жінок цей тип травми зустрічається рідко, оскільки він, як правило, не зачіпається через набагато менші розміри та розташування. Це широко відоме та спостережене явище у спортивних єдиноборствах, однак під час спортивних змагань такі приклади неодноразово реєструвалися.
Досить потужний удар у пах потенційно може призвести до перелому лобкової кістки, що призведе до подальшої фізичної інвалідності.